# Geddes kort
Geddes kort er et sæt bykort skabt af Christian Gedde i 1750'erne, der består af 12 kort med Københavns kvarterer samt et eleveret kort, der viser hele byen set fra sydsydøst.
Værkets originaltitel er Charta over den kongelige Residencestad Kiöbenhavn med dens omkringliggende Egne. Det er en vigtig kilde til informationer om København i midten af 1700-tallet. En trykt version blev dog først udgivet i 2002. I 2011 åbnede Københavns Stadsarkiv desuden en hjemmeside med en digitaliseret version.

## Historie
Baggrunden for kortet var Københavns brand 1728, der havde lagt en tredjedel af byen i ruiner og dermed gjort tidligere kort forældede. I 1740'erne ledede overkonduktør Johan Sylvester Sibrandt arbejdet med at producere nye kort, der registrerede brugen af byens grunde og deres ejere. Kortene blev brugt til beskatning og organiseringen af de lokale borgerkorps, der spillede en vigtig rolle i forsvaret af byen. Med den efterfølgende opførelse af kvarteret Frederiksstaden og andre blev de nye kort dog også hurtigt forældede.
I 1750'erne besluttede kong Frederik 5., at der skulle laves et samlet kort over København. Københavns Magistrat fik ansvaret for opgaven og kontaktede Fortifikationsetatens chef Samuel Christoph Gedde om dette. Han gav opgaven til sin søn, ingeniørofficeren Christian Gedde. Denne gik i gang med opgaven i 1757 og afsluttede arbejdet med de 12 kvarterskort i slutningen af 1758.
Kvarterkortene dannede grundlag for oversigtskortet, der efter specifikke ordrer fra kongen skulle være i samme stil som Louis Bretez's kort over Paris, der var blevet udgivet i 1739. Målet for kortet var at vise, at København havde rejst sig fra asken fra branden i 1728 og vise byen frem som et vigtigt regionalt centrum, der var værdigt for en enevældig monark. Christian Gedde færdiggjorde det eleverede kort i 1761. Fra 1771 hang det i Københavns daværende rådhus på Gammeltorv. Kortet blev reddet, da rådhuset gik til under Københavns brand 1795, og senere flyttet til det nye rådhus, det nuværende Københavns Domhus, på Nytorv. Kortet opbevares nu hos Københavns Stadsarkiv.
Det var oprindelig ikke meningen at udgive oversigtskortet, da den viste Københavns befæstning i detaljer og dermed informationer, der kunne bruges af en mulig fjende. Det var i stedet tanken at udgive en redigeret version uden militært følsomme detaljer, men det blev ikke til noget.
Først i 2002 udgav Bergiafonden en trykt udgave af kortet. Efterfølgende offentliggjorde Københavns Stadsarkiv i 2011 en hjemmeside med en digitaliseret version af Geddes kort for at markere 250-året for hans eleverede kort over København. Det digitale kort blev produceret i forbindelse med Bergiafondens udgivelse i 2002.

## Kortene
Oversigtskortet måler 2,5 x 2,5 m og med et størrelsesforhold på ca. 1:2.600 dækker det et område på ca. 50 km². Det viser København set fra sydsydøst. Kortet var oprindelig i red, grøn, blå og gul men farverne er forsvundet i tidens løb, om end spor af dem stadig kan ses.
De 12 kvarterskort fordeler sig som følger:
- Christianshavn
- Frimand
- Klædebo
- Købmager
- Nørre
- Øster
- Rosenborg
- Sankt Annæ Øster
- Sankt Annæ Vester
- Snaren
- Strand
- Vester

Alle Geddes kort kan findes online på Københavns Stadsarkivs platform kbhbilleder.dk